# Prospalta siderea
Prospalta siderea là một loài bướm đêm trong họ Noctuidae.